# Hundborg
Hundborg är en ort i Thy Danmark med 439 invånare, belägen i Hundborgs socken, som har ett centralt läge mitt i Thy i utkanten av Thy nationalpark. Orten ligger i Region Nordjylland och tillhör Thisted Kommun. I Hundborg finns bl.a. Hundborgs barnhus (förskola och dagis), Hundborg Friskola, Feriehus Thy, Dagli'Brugsen Hundborg, Sparekassen Thy avdelning, Thy Sportsafterschool, Hundborgs fotbollsklubb och Hundborgs kyrka.